# Khúc xạ

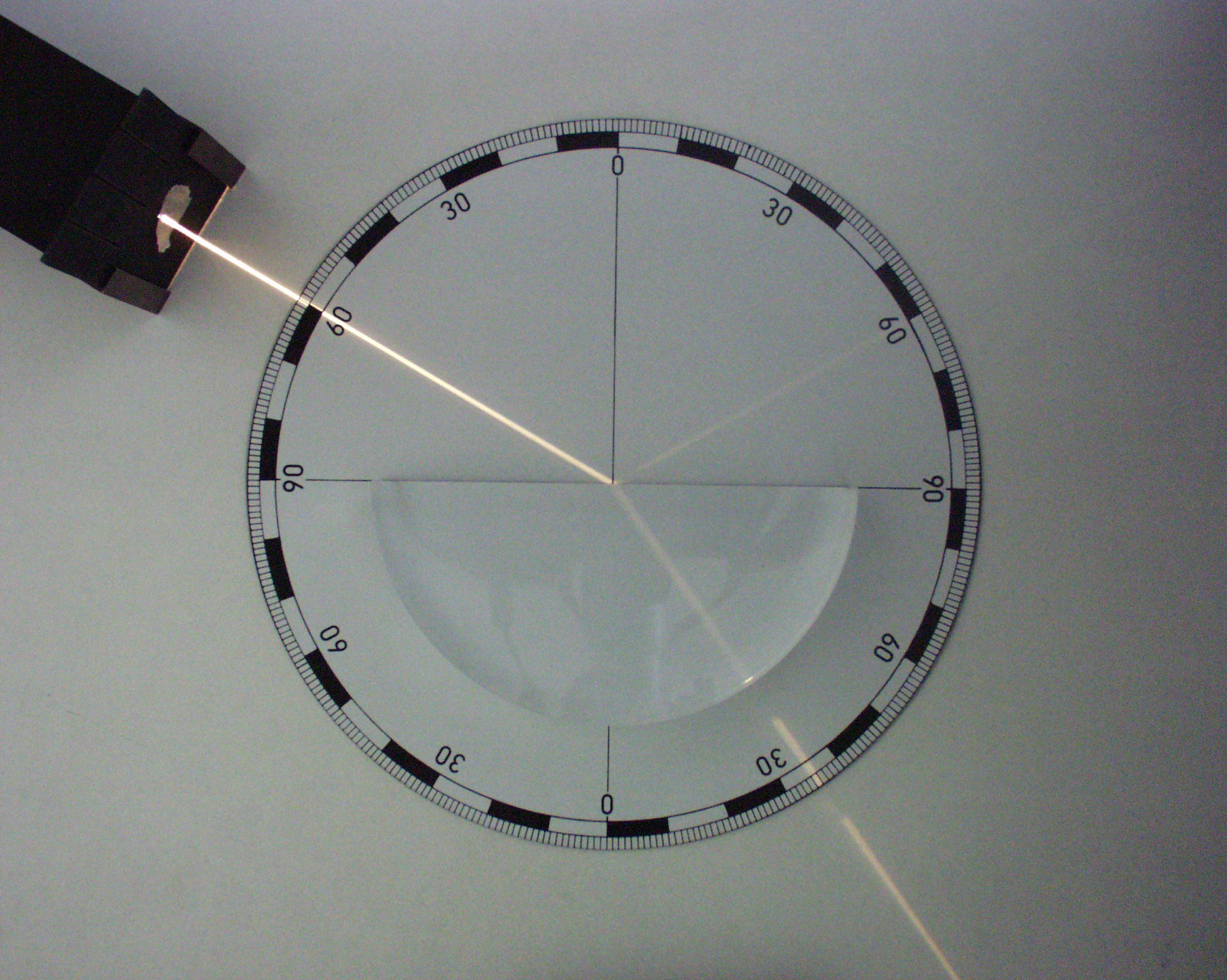
Ánh sáng trên bề mặt không khí-plexi trong phòng thí nghiệm này bị khúc xạ (tia thấp) và phản xạ (tia trên).

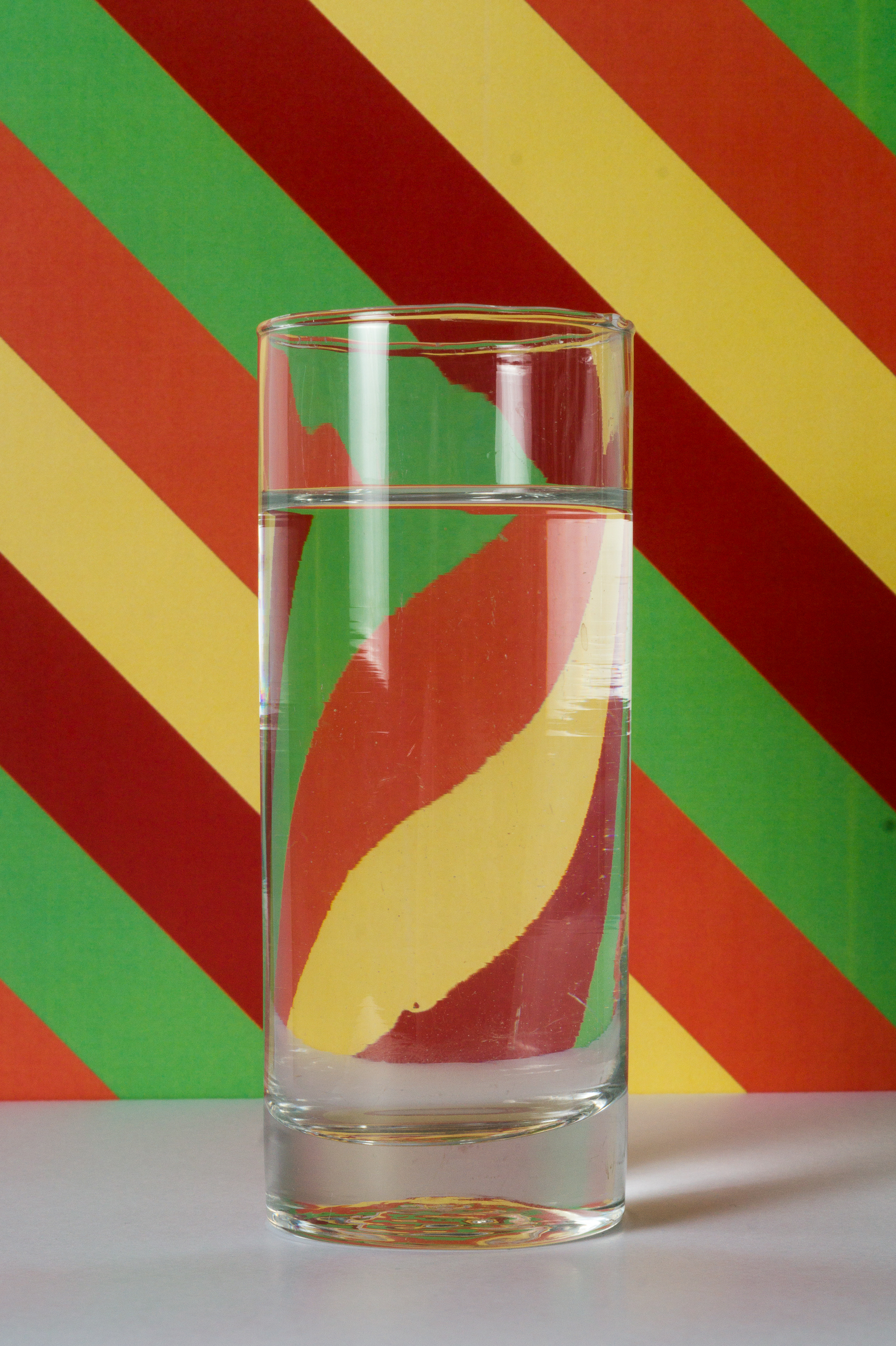
Khúc xạ qua cốc nước. Hình ảnh bị lật ngược.

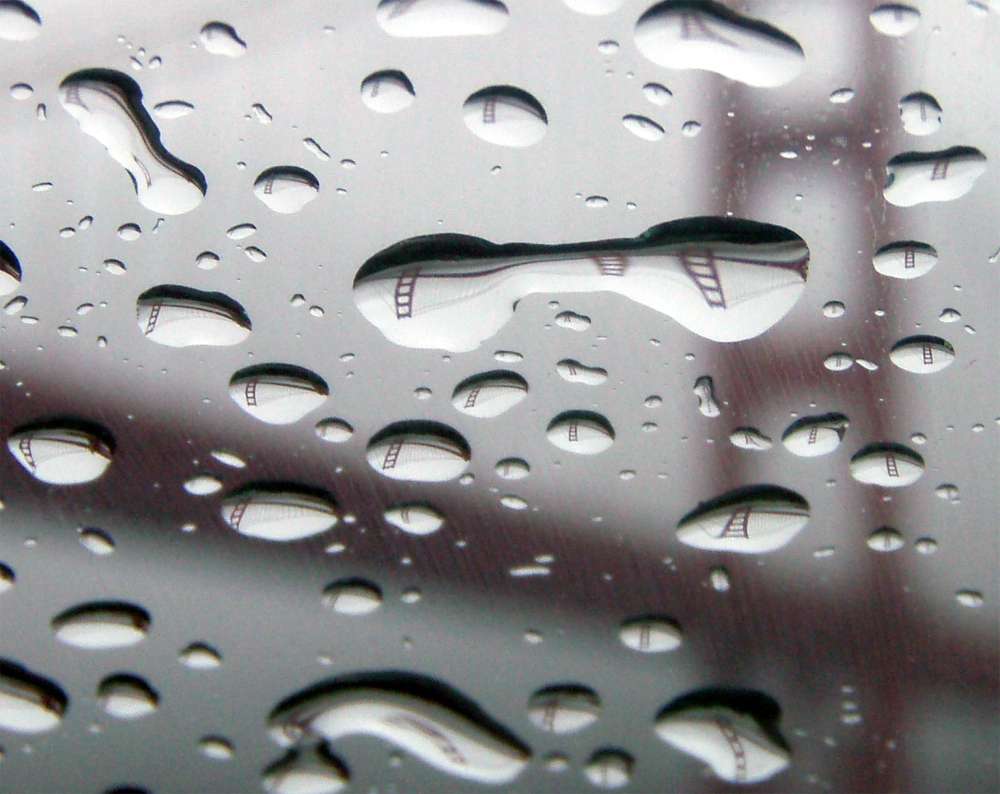
Ảnh của Cầu Cổng Vàng bị khúc xạ và bẻ gãy bởi nhiều giọt nước ba chiều.

Ánh sáng khi đi qua một môi trường khác

Khúc xạ hay chiết xạ là thuật ngữ thường dùng để chỉ hiện tượng ánh sáng đổi hướng khi đi qua mặt phân cách giữa hai môi trường trong suốt có chiết suất khác nhau.
Mở rộng ra, đây là hiện tượng đổi hướng đường đi của bức xạ điện từ, hay các sóng nói chung, khi lan truyền trong môi trường không đồng nhất. Hiện tượng này được giải thích bằng bảo toàn năng lượng và bảo toàn động lượng. Do sự thay đổi của môi trường, vận tốc pha của sóng thay đổi nhưng tần số của nó lại không đổi. Điều này được quan sát thấy nhiều nhất khi một sóng chuyển từ môi trường này sang môi trường khác ở bất kỳ góc nào khác 0° so với pháp tuyến. Sự khúc xạ ánh sáng là hiện tượng quan sát thường thấy nhất, nhưng bất kỳ loại sóng nào cũng có thể khúc xạ khi nó tương tác với môi trường, ví dụ khi sóng âm truyền từ môi trường này sang môi trường khác hoặc khi các sóng nước di chuyển xuống độ sâu khác nhau. Sự khúc xạ tuân theo định luật Snell, phát biểu rằng, đối với một cặp môi trường và một sóng với một tần số duy nhất, tỉ lệ sin của góc tới θ1 và góc khúc xạ θ2 tương đương với tỷ số vận tốc pha (v1 / v2) trong hai môi trường, hoặc tương đương, với chiết suất tương đối (n2 / n1) của hai môi trường. ε và μ biểu diễn hằng số điện môi và mômen lưỡng cực từ của hai môi trường khác nhau:
{\displaystyle {\frac {\sin \theta _{1}}{\sin \theta _{2}}}={\frac {v_{1}}{v_{2}}}={\frac {n_{2}}{n_{1}}}={\sqrt {\left({\frac {\epsilon _{2}\mu _{2}}{\epsilon _{1}\mu _{1}}}\right)}}}

## Định luật Snell

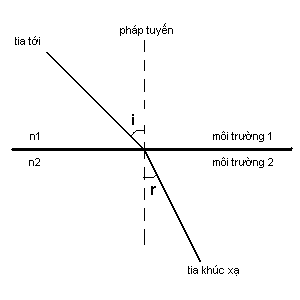

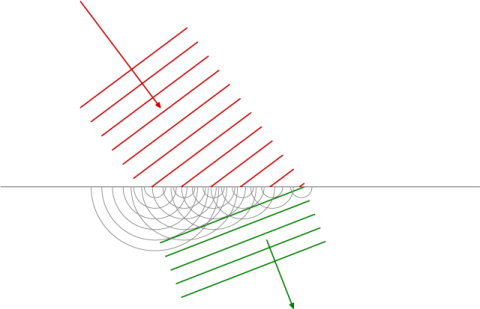
Khúc xạ của sóng, giải thích theo quan điểm của Huygens.

Công thức đặc trưng của hiện tượng khúc xạ, còn gọi là định luật Snell hay định luật khúc xạ ánh sáng có dạng:
{\displaystyle {\sin(i) \over \sin(r)}={n_{2} \over n_{1}}}
với:
- i là góc giữa tia sáng đi từ môi trường 1 tới mặt phẳng phân cách và pháp tuyến của mặt phẳng phân cách hai môi trường.
- r là góc giữa tia sáng đi từ mặt phân cách ra môi trường 2 và pháp tuyến của mặt phẳng phân cách hai môi trường.
- n1 là chiết suất môi trường 1.
- n2 là chiết suất môi trường 2.

Tỉ số {\displaystyle {n_{2} \over n_{1}}} không thay đổi, phụ thuộc vào bản chất của hai môi trường được gọi là chiết suất tỉ đối của môi trường chứa tia khúc xạ (môi trường 2) đối với môi trường chứa tia tới (môi trường 1). Nếu tỉ số này lớn hơn 1 thì góc khúc xạ nhỏ hơn góc tới, ta nói môi trường 2 chiết quang hơn môi trường 1. Ngược lại nếu tỉ số này nhỏ hơn 1 thì góc khúc xạ lớn hơn góc tới, ta nói môi trường 2 chiết quang kém môi trường 1.
Lưu ý: Trong trường hợp tỉ số {\displaystyle {\frac {n_{2}}{n_{1}}}<1}, để xảy ra hiện tượng khúc xạ thì góc tới phải nhỏ hơn góc khúc xạ giới hạn:
{\displaystyle i<i_{gh}=\arcsin \left({\frac {n_{2}}{n_{1}}}\right)},
nếu nó lớn hơn góc khúc xạ giới hạn, thì sẽ không có tia khúc xạ, thay vào đó sẽ xảy ra hiện tượng phản xạ toàn phần.

## Lịch sử
Hiện tượng khúc xạ được giải thích lần đầu tiên thành công trong lịch sử thế giới bởi lý thuyết sóng ánh sáng của Christiaan Huygens vào thế kỷ 17.